# Honda CB 450
La Honda CB 450 è una motocicletta prodotta dalla casa motociclistica giapponese Honda dal 1965 al 1974.

## Descrizione
Il modello è spinto da un motore a quattro tempi bicilindrico in linea, raffreddato ad aria e dalla cilindrata di 444 cm³, con distribuzione con doppio albero a camme in testa (DOHC)  a due valvole per cilindro, per un totale di 4.
Erogava 45 CV (con potenza specifica di circa 100 CV/litro) e fu la prima motocicletta di grossa cilindrata della Honda.
Nel 1965 venne introdotta la versione Super Sport.